# Karl Brachmann
Karl Brachmann (* 6. Dezember 1870; † Januar 1964 in Friedland) war ein deutscher Bäckermeister und Politiker in Mecklenburg-Strelitz.

## Leben
Brachmann arbeitete als Bäckermeister in Friedland. Er war 1919 Mitglied der verfassungsgebenden Versammlung von Mecklenburg-Strelitz für die Wahlliste der Handwerker und Gewerbetreibenden. Im selben Jahr zog er auch in den ersten ordentlichen Landtag von Mecklenburg-Strelitz ein.